# Lambertus Johannes Bot
Lambertus Johannes Bot (* 28. Mai 1897 in Amsterdam; † 6. Dezember 1988 in Den Haag) war ein niederländischer Antimilitarist, Politiker, Vorsitzender verschiedener Organisationen und Anarchist.

## Leben
Mit dreizehn Jahren fing Lambertus Johannes Bot eine Lehre als Schmied an, da seine Eltern nicht die finanziellen Möglichkeiten hatten, ihn auf einer Pädagogischen Hochschule (kweekschool) studieren zu lassen. Wegen seines aufsässigen Benehmens wurde Bot in seiner Lehrzeit von seinem Arbeitgeber geschlagen, worauf er die Arbeitsstelle aufgab und mit seinem Bruder im Baugewerbe arbeitete, um den Beruf des Zimmermannes zu lernen. Um 1923 führte er unter anderem einen Versandbuchhandel, um seinen geringen Wochenlohn von 20 Gulden aufzubessern. 1929 gründete er einen selbständigen Zimmermannsbetrieb und zusammen mit seiner Ehefrau einen Tabakladen.
Bot war Vater von zwei Kindern.

## Wirken
Die Folgen des Ersten Weltkrieges ließen Bot zum aktiven Antimilitaristen werden. 1917 wurde er Mitglied und später Vorsitzender der „Internationalen Anti-Militaristische Vereniging“ (Internationale Antimilitaristische Vereinigung, IAMV). Für kurze Zeit konnte er 1923 eine bezahlte Arbeit bei der IAMV bekommen. Da die IAMV Ende 1923 beschlossen hatte, keine bezahlten Mitarbeiter mehr in Dienst zu nehmen, verlor Bot seine bezahlte Stellung als Vorsitzender des „Regionalen Komitees“ (Landelijk Comite) der IAMV, blieb jedoch Vorstandsmitglied (Bestuurslid). In der IAMV lernte er F.D. Nieuwenhuis kennen, später auch Arthur Lehning, Albert de Jong, N.J.C. Schermerhorn, Bart de Ligt und Johan de Haas. Zweifellos hatten sie Einfluss auf Bots anarchistische Ideenwelt, wie auch umgekehrt. 1921 konnte er als Schatzmeister (Penningmeester) des „Büros gegen Krieg und Reaktion“ (IAMB) vom IAMV arbeiten und 1923 ebenfalls als Kassenführer vom „Revolutionair Comite tegen de Vlootwet“ (Revolutionäres Komitee gegen das Flottengesetz). Seine aktive Zeit bei der Internationalen Antimilitaristischen Vereinigung beschrieb Bot als die glücklichste in seinem Leben mit den Worten: „Het was eigenlijk een grote Vriendenclub“ (Es war eigentlich ein großer Freundesklub. Zitiert nach Paul Denekamp, BWSA).
Zusammen mit seinem Bruder war Bot unter dem Eindruck der russischen Revolution Mitglied der Kommunistischen Partei der Niederlande (CPN) geworden. Als das CPN-Vorstandsmitglied, J. Brommert, ihm gegenüber andeutete, dass er für die CPN im IAMV kommunistische Kleingruppen organisieren sollte, trat Bot aus der Partei aus. 1935 wurde er, unter seinem Pseudonym J. Lambo, Vorsitzender der „Niederländischen Syndikalistischen Gewerkschaft“ (Nederlandsch Syndicalistisch Vakverbond, NSV). 1940 verboten die deutschen Nationalsozialisten die syndikalistische Gewerkschaft. Während des Zweiten Weltkrieges hatte Bot jüdischen Verfolgten geholfen unterzutauchen. Zwei jüdische Bürger wurden in seiner Wohnung verhaftet.
War Bot nach dem Ersten Weltkrieg ein Inspirator für den Antimilitarismus und die syndikalistischen Gewerkschafter innerhalb der niederländischen anarchistischen Bewegung, so war er nach dem Zweiten Weltkrieg eine der treibenden Kräfte und Organisator beim Aufbau des Anarchismus. 1945 entstand die Rudolf Rocker Stichting (Rudolf Rocker Stiftung) deren Ziel es war, die Anarchisten in den Niederlanden, die den Krieg überlebt hatten, zu vereinigen. Bot wurde Schriftführer der Stiftung und 1946 Vorsitzender von dem Niederländischen Bund freier Sozialisten („Nederlandse Bond van Vrije Socialisten“, NBVS). Von 1947 bis 1949 arbeitete er als Redakteur der Zeitschrift Socialisme van onderop („Sozialismus von unten“). In den 1950er Jahren war Bot aktiv in der Friedensbewegung De Derde Weg („Der dritte Weg“). 1956 beschloss er bei der Pacifistisch Socialistische Partij („Pazifistisch-Sozialistische Partei“, PSP) Mitglied zu werden, wo er fünf Jahre als Vorsitzender in Den Haag war. Nach seinem Austritt aus der PSP um 1970 versuchte er trotz seines hohen Alters eine politische Basis für seine anarchistischen Vorstellungen zu finden. Anfang der 1970er Jahre verfasste Bot mit zwei anderen eine Einladung an Anarchisten und Gleichgesinnte, um eine neue sozialistische Diskussionsrunde zu gründen. Aus Enttäuschung über das Auftreten der PSP ihm gegenüber – er hatte Kritik über die Partei geäußert – trat er der Politieke Partij Radikalen („Politische Partei der Radikalen“) bei. Von 1970 bis 1983 war er Schriftführer der Freidenker-Vereinigung („Vrijdenkersvereniging“) De Vrije Gedachte („Der freie Gedanke“). Lambertus Johannes Bot schrieb und arbeitete zum Teil unter dem Pseudonym „J. Lambo“.

## Kritik
Von anarchistischer Seite wurde Bot während seiner aktiven Zeit in der Pazifistisch Socialistische Partij (PSP) wegen seiner Partei- und parlamentarischen Arbeit kritisiert. Seine Antwort darauf: ein Hinweis auf die Mitgliedschaft in der Zweiten Kammer von Ferdinand Domela Nieuwenhuis, einem der wichtigsten Vertreter des Anarchismus in den Niederlanden. Die jüngeren PSP-Mitglieder hatten Bedenken mit dem, von ihnen aus gesehen, „alten Bot“, der unter anderem Vorsitzender des Parteirates war. In einem 1970 veröffentlichten Brief der jüngeren Parteiabteilung wurden provozierende Forderungen gestellt: Der ganze Strand ein Nacktstrand. Ungehinderter Geschlechtsverkehr in allen öffentlichen Parkanlagen. Gemeindebordelle für Nekrophile. (Het hele strand een naaktstrand. Onbelemmerd paren in alle publieke parken. Gemeentebordelen voor necrofielen. Zitiert nach Paul Denekamp, BWSA). Der Gemeinderat distanzierte sich öffentlich von dem Brief und dem Abteilungsvorstand der Partei. Bei einer PSP-Versammlung wurde der Inhalt des Briefes abgelehnt, jedoch keine Kritik am Abteilungsvorstand der PSP-Jüngeren geäußert. Bot verließ daraufhin die Partei und den Gemeinderat.

## Schriften (Auswahl)
- De Vlootwet. In: „Internationale Anti-Militaristisch Jaarboek 1924“, Seite 42
- Drie eeuwen onderdrukking; 25 jaar: Indië los van Holland. Zusammen mit A.A. de Jong, A. Müller-Lehning. In der Zeitschrift „De wapens neder“, 1929, Seite 30–33
- Indonesia onder hollandse terreur. In: „Internationale Anti-Militaristisch Jaarboek 1928“, Seite 29–31